# Albert Duquesne
Pour les articles homonymes, voir Duquesne.
Albert Duquesne (né Albert Simard) est un acteur et directeur de théâtre québécois né le 5 novembre 1890 à Baie-St-Paul et mort à Montréal le 20 mai 1956. Il fut un des artistes les plus populaires de la radio et de la scène au Canada français dans la première moitié du XXe siècle.

## Biographie
Arrivé à Montréal à l’âge de 15 ans, Albert Duquesne prend des cours d’art dramatique auprès d’Eugène Lassalle (au Conservatoire Lassalle de Montréal), qui lui enseigna la diction avant de le pousser à s’inscrire au Conservatoire d'art dramatique de Montréal dirigé alors par Philippe Dutet.  Il prend le nom de Duquesne car il ne veut pas que ses parents reconnaissent qu'il s'agit de lui avant qu'il n'ait réussi dans le domaine.
Le jeune Duquesne devint rapidement un favori des amateurs de théâtre et un des pionniers du théâtre canadien-français. Il fonda plusieurs troupes. Mais il est surtout reconnu pour avoir fondé en 1930, avec son ami Fred Barry, la troupe de théâtre Barry-Duquesne qui anime pendant des décennies la vie artistique montréalaise.
Albert Duquesne et Fred Barry sont entourés au sein de cette troupe par Bella Ouellette, Marthe Thiéry, Antoine Godeau, Pierre Durand, Mimi d'Estée, Henry Deyglun, Jeanne Demons et Gaston Dauriac.
Devant la vogue grandissante de la radio, le théâtre subit une éclipse mais la carrière de Duquesne n’en fut pas brisée pour autant. Il se trouva rapidement des rôles de premier plan grâce à son rôle inoubliable d’Alexis Labranche dans le radiofeuilleton radiophonique Un homme et son péché qu'il interprètra pendant plus de 15 ans (1939-1956) ainsi que dans le radioroman Le Curé de village de Robert Choquette. Également réputé comme annonceur, il présenta pendant 16 ans, à CKAC, les bulletins de « Nouvelles de chez nous », il fut aussi un des pionniers des nouvelles sportives.
Albert Duquesne est décédé à Montréal le 20 mai 1956. Il était marié à la comédienne Marthe Thiéry. Il a trois filles Monique, Nicole et Claudine.

## Filmographie
- 1945 : Le Père Chopin
- 1950 : Les Lumières de ma ville : M. Duval

## Sources
- Notices d'autorité :   - VIAF
- Raymonde Bergeron et Marcelle Ouellette. Radio-Canada 1936-1986, Voix, visages et légendes, 1986
- Bilan du siècle
- « Albert Duquesne » (présentation), sur l'Internet Movie Database